# Chuyến bay 222 của TransAsia Airways
Chuyến bay GE 222 của TransAsia là một chuyến bay bằng máy bay ATR 72 của TransAsia Airways khởi hành từ Cảng hàng không quốc tế Cao Hùng Chiếc máy bay cất cánh từ Cao Hùng lúc 17h43 (16h43 giờ Việt Nam) và mất liên lạc với đài kiểm soát lúc 19h06. Theo lịch trình chuyến bay tới Cảng hàng không Mã Công tại Bành Hồ, Đài Loan gặp tai nạn vào ngày 23 tháng 7 năm 2014. Theo hãng tin Xinhua, chiếc máy bay đang cố hạ cánh khẩn cấp lần thứ hai xuống hòn đảo nhỏ ở huyện Bành Hồ của Đài Loan, nơi đang hứng chịu ảnh hưởng của cơn bão Matmo, thì gặp nạn. Theo hãng tin AP, đến thời điểm hiện tại đã có 51 người chết và 7 người bị thương.

## Thông tin máy bay
Chuyến bay sử dụng máy bay ATR 72-500, số đăng ký B-22810, MSN 642. Máy bay lần đầu tiên vào 14 tháng 6 năm 2000  và được giao cho hãng TransAsia Airways ngày 20 tháng 7 năm 2000. Máy bay được trang bị hai động cơ Pratt & Whitney.